# نوبارا كوغيساكي
نوبارا كوغيساكي (باليابانية: 釘崎 野薔薇
) هي شخصية خيالية سلسلة المانغا اليابانية جوجوتسو كايسن. هي طالبة في السنة الأولى في ثانوية طوكيو للجوجتسو، وهي أكاديمية لصقل تقنيات اللعنة لمحاربة الأرواح الملعونة الناتجة عن المشاعر السلبية للبشر، تحت وصاية ساتورو غوجو إلى جانب يوجي إيتادوري وميغومي فوشيغورو. هي طالبة منقولة من موريوكا، تتميز بتهورها وجرأة طباعها، مما يتناقض مع إيثار وثبات طلاب السنة الأولى الآخرين.
في أنمي جوجوتسو كايسن، تؤدي أسامي سيتو صوت نوبارا باليابانية. وقد حظيت شخصيتها بإشادة واسعة من النقاد، إلى جانب شخصيات نسائية أخرى في المسلسل، لكونها أكثر تنوعًا وصدقًا مع نفسها من شخصيات الشونين النسائية الأخرى.